# 于斯塔德
于斯塔德（瑞典語發音：[ˈyːsta]），是瑞典最南部的斯科讷省于斯塔德市镇的城区。2005年一共有17,286人口。

## 地理
于斯塔德位于厄斯特比穆地区，该地区很久以前成为一个海湾保护区，使人们在这个地区定居下来。

## 历史
13世纪，城市建在一条名叫Vassån小河口。方济各会的Gråbrödraklostret修道院建于13世纪中期。 
城市的纹章起源于丹麦的纹章，在14世纪开始使用。直到1658年，瑞典南部的斯科讷省归丹麦统制。

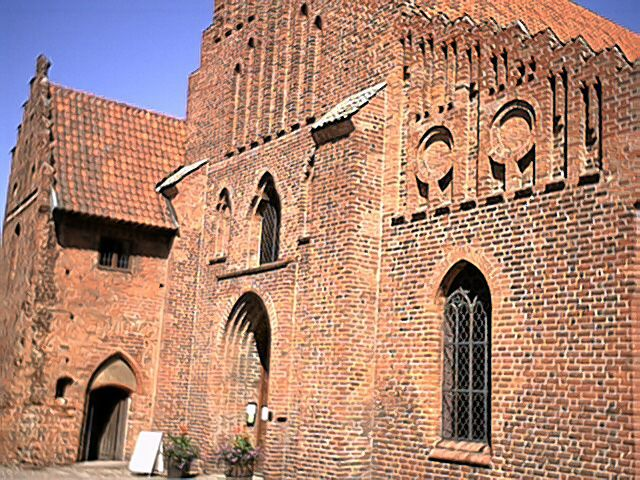
圣彼得教堂

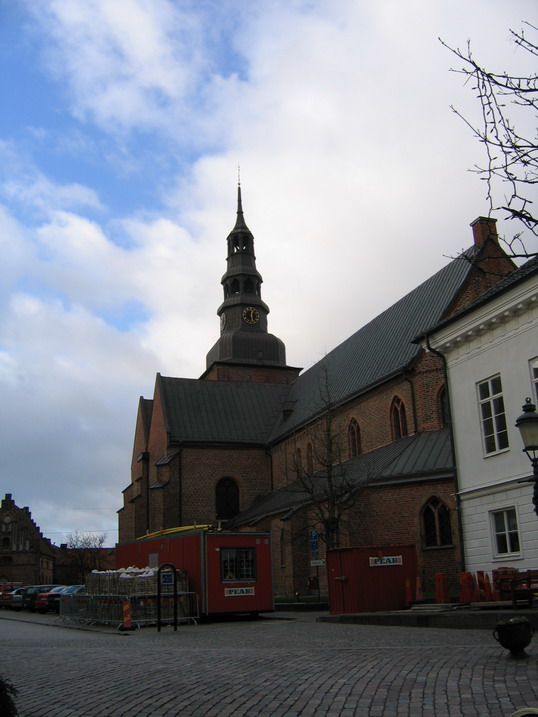
圣玛丽教堂

## 现状
城市的主要产业是贸易，手工艺品和旅游业。这是斯科讷省保存最完好的一个城市之一。瑞典只有很少的城市有这种古老而特别的房子和街道网络。
城市里面有两个中世纪的教堂，圣彼得教堂和圣玛丽教堂。两者都受哥特式建筑风格高度影响，同样可以在波罗的海沿岸的城市如赫尔辛堡，马尔默，罗斯托克的教堂看到这种风格。
于斯塔德由于亨宁· 曼克尔的很多系列小说而举世闻名，虚构了名叫库尔特·沃兰德的于斯塔德警局巡视员。
于斯塔德有很多频繁的渡口到丹麦的博恩霍尔姆和波兰的希维诺乌伊希切。城市有火车到达马尔默，希姆里斯和哥本哈根。

## 友好城市
- 波蘭希维诺乌伊希切